# Darè
Darè (Daré in dialetto trentino) è una frazione di 282 abitanti del comune di Porte di Rendena, nella provincia di Trento.
Fino al 31 dicembre 2015 ha costituito un comune autonomo, prima di fondersi nel nuovo comune assieme alle vicine Vigo Rendena e Villa Rendena.

## Storia
Nel 1928, durante il periodo fascista, il comune di Darè insieme a quello di Pelugo, è stato soppresso ed aggregato a quello di Vigo Rendena. Successivamente, nel 1946 tutti i comuni sono stati ricostituiti e tornati ad essere autonomi. Nel 2016 si è aggregato ai comuni di Villa Rendena e Vigo Rendena per formare il nuovo comune di Porte di Rendena.

### Simboli
Lo stemma e il gonfalone del comune erano stati concessi con decreto del presidente della Repubblica del 6 ottobre 1953.
Il gonfalone era un drappo partito di bianco e di nero.

## Monumenti e luoghi d'interesse
- Casa Cüs: ex comune
- Cappella di San Rocco

## Società

### Evoluzione demografica
Abitanti censiti